# لاک ۷۰۱۰
سیارک ۷۰۱۰ (به انگلیسی: 7010 Locke، نامگذاری:1987QH3) هفت هزار و دهمین سیارک کشف شده‌است که در ۲۸ اوت ۱۹۸۷ کشف شد.
قدر مطلق سیارک برابر ۱۴٫۰۰ است.